# Islanda (Pinguini Tattici Nucleari)
Islanda è un singolo del gruppo musicale italiano Pinguini Tattici Nucleari, pubblicato il 15 novembre 2024 come secondo estratto dal sesto album in studio  Hello World.

## Descrizione
In merito al brano il frontman Riccardo Zanotti ha dichiarato:

## Accoglienza
Andrea Conti de Il Fatto Quotidiano descrive il brano come «un viaggio per rinascere, allontanarsi anche da un amore che è concluso, ma che ha lasciato l’amaro in bocca». Alessandro Alicandri di TV Sorrisi e Canzoni scrive che il brano presenti sonorità «power ballad pop-rock» apprezzando «la dimostrazione di quanto siano bravi nel creare brani capaci di diventare subito dei classici».
Gabriele Fazio di Open afferma che la canzone sia in «puro stile Pinguini Tattici Nucleari, quelle canzoni che emozionano, che stuzzicano la nostra malinconia più pop», i quali «ti accompagnano dolcemente fino alla porta di una suggestione e poi tocca a te tuffarti in quell’emozione».

## Video musicale
Il video musicale ufficiale del brano è stato pubblicato il 15 novembre 2024 sul canale YouTube ufficiale del gruppo e presenta figure animate disegnate da Stefano Lorenz.

## Tracce
Testi e musiche di Riccardo Zanotti, Marco Paganelli e Giorgio Pesenti.
1. Islanda – 3:37

## Classifiche
| Classifica (2024) | Posizione massima |
| ----------------- | ----------------- |
| Italia            | 1                 |